# Igreja Matriz de Arcozelo
A Igreja Matriz de Arcozelo, ou Igreja de São Miguel, localiza-se no largo da Igreja, na freguesia de Arcozelo, no Município de Vila Nova de Gaia, Distrito do Porto, em Portugal.

## História
Estima-se que este antigo templo remonte a algum momento entre os fins do século XII e o início do século XIII.

## Características
De pequenas dimensões, apresenta planta retangular, com uma torre de planta quadrangular do lado esquerdo. Por detrás desta ergue-se a sacristia.
A fachada do templo é inteiramente revestida de azulejos. O adro que a rodeia serviu, em tempos, de cemitério.
Internamente é constituída por uma só nave.